# Melissa Galianos
Melissa Galianos (Quebec, 26 de Setembro de 1979) é uma actriz canadiana.

## Filmografia
- 1997 - Dancing on the Moon
- 1997 - Laserhawk
- 1998 - Going to Kansas City
- 1998 - Fatal Affair
- 1998 - The Clown at Midnight
- 2000 - Satan's School for Girls
- 1998-2001 - Radio Active
- 2004 - My First Wedding
- 2004 - Seriously Weird
- 2012 - Terapia Obsessiva
- 2012 - Deadly Hope
- 2013 - Exploding Sun
- 2014 - Being Human